# Большое Чебачье
Большо́е Чеба́чье (каз. Үлкен Шабақты, Айнакөл) — озеро в Акмолинской области Казахстана, крупнейшее из озёр Бурабайской группы. Расположено в 16,5 км к северу от г. Щучинска у подножия горы Кокшетау (947 м).
Площадь водной поверхности около 23 км². Средняя глубина озера 11 м (по другим данным — 14,4), максимальная 33 м. Высота над уровнем моря 301,6 метра. Длина озера — 7,7 км, ширина — 4,7 км.
Озеро открытое, без водной растительности. Береговая линия сильно изрезана полуостровами, образующими множество заливов. На озере имеется ряд островков. Один из них называется Поющий (Смородиновый, Омский) полуостров (бывший остров).  Озеро бессточное, никогда не пересыхает, 40 % воды даёт грунтовый сток. 85-90 % расходной части водного баланса составляет испарение и 10-15 % просачивание в грунты. Вода используется для питьевых целей, водопоя скота и хозяйственных различных нужд посёлка Бурабай (на юго-восточном берегу). Озеро относится к Ишимскому водохозяйственному бассейну. Входит в группу Кокшетауских озёр.
Котловина озера тектонического происхождения, берега гранитные, местами скалистые, поросшие сосновым лесом и березняком. Берега местами покрыты мелкой галькой, чередующейся с песчаными пляжами.
Замерзает озеро Большое Чебачье в конце ноября, вскрывается в конце апреля.
В настоящее время озеро относится к Государственному национальному природному парку «Бурабай», организованный в соответствии с Постановлением Правительства РК от 12 августа 2000 года, и входит в систему особо охраняемых природных территорий республиканского значения и находится в ведении Управления Делами Президента Республики Казахстан.
В водах озера превышена предельно допустимая концентрация сульфатов, меди, железа и фторидов.
Из фитопланктона летом преобладают Bacillariophyta (70 % видов), Cyanobacteria (16 %), Chlorophyta (12 %). В озере водится рыба: окунь, лещ, чебак, также были подселены и отлично освоились сазан, карп, линь, рипус, и пелядь. Также в озере обитают раки.